# Chiesa della Purificazione della Beata Vergine Maria (Ospedaletto)
La chiesa della Purificazione della Beata Vergine Maria è il principale luogo di culto cattolico di Ospedaletto d'Istrana, sede dell'omonima parrocchia.

## Storia

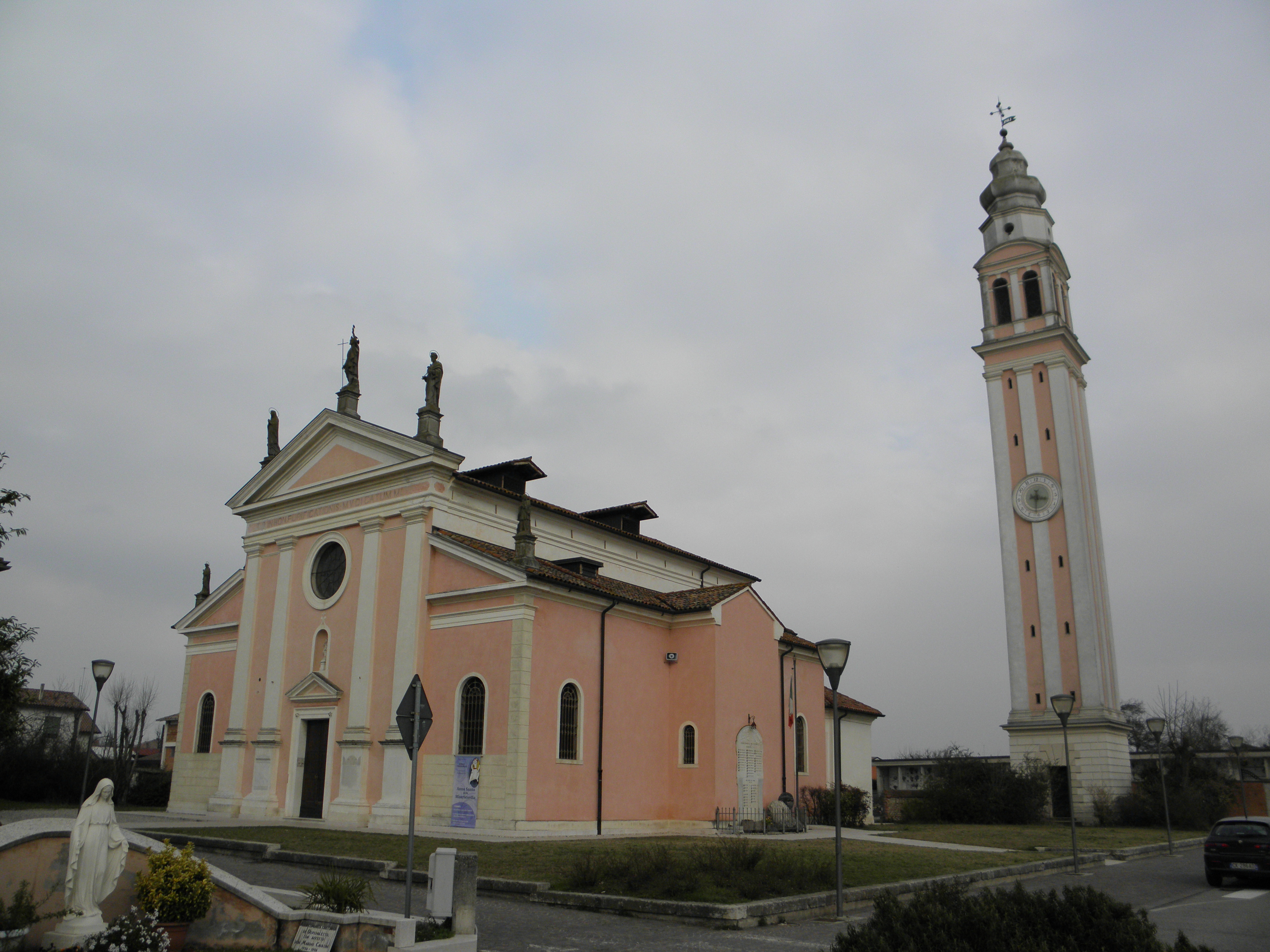
La chiesa parrocchiale della Purificazione della Beata Vergine Maria

L'edificio attuale fu ricostruito nel XVIII secolo su iniziativa dell'allora parroco don Giovanni Piccoli, il quale poté usufruire del lascito testamentario del patrizio e possidente locale Domenico Querini, ivi sepolto; fu consacrato il 24 settembre 1774. Fu successivamente ampliato nel 1900 con la costruzione delle due navate laterali. È una costruzione pregevole e tra le varie opere che la ornano si ricorda l'affresco del soffitto, una Purificazione attribuita al Tiepolo; vanno menzionati poi la pala di Filippo de Blancey e un preziosissimo apparato per le Quarantore placcato in oro, attualmente non utilizzato.
La chiesa, alla quale era annesso l'ospedale-monastero, dipese dall'abbazia di San Cipriano di Murano, passando poi in commenda al patriarca di Venezia dal 1587 al 1944 (pur dipendendo sempre dalla diocesi di Treviso).
Nel 2020 sono stati eseguiti dei lavori di restauro del presbiterio, le cui piastrelle di marmo risultavano in parte erose dall'umidità proveniente dal sottosuolo. Le balaustre, la cui stabilità era compromessa sempre da infiltrazioni di umidità, sono state collocate lungo le navate laterali della chiesa. È stato inoltre eseguito il restauro del coro ligneo ed è stata spostata la sede.
Nell'aprile 2021, a seguito di infiltrazioni di acqua piovana e di una successiva visita al tetto, è stata scoperta una crepa sul retro della statua di Maria. I  lavori di messa in sicurezza e restauro della statua sono stati eseguiti nella seconda metà del 2021.

## Descrizione

### Campanile[2]

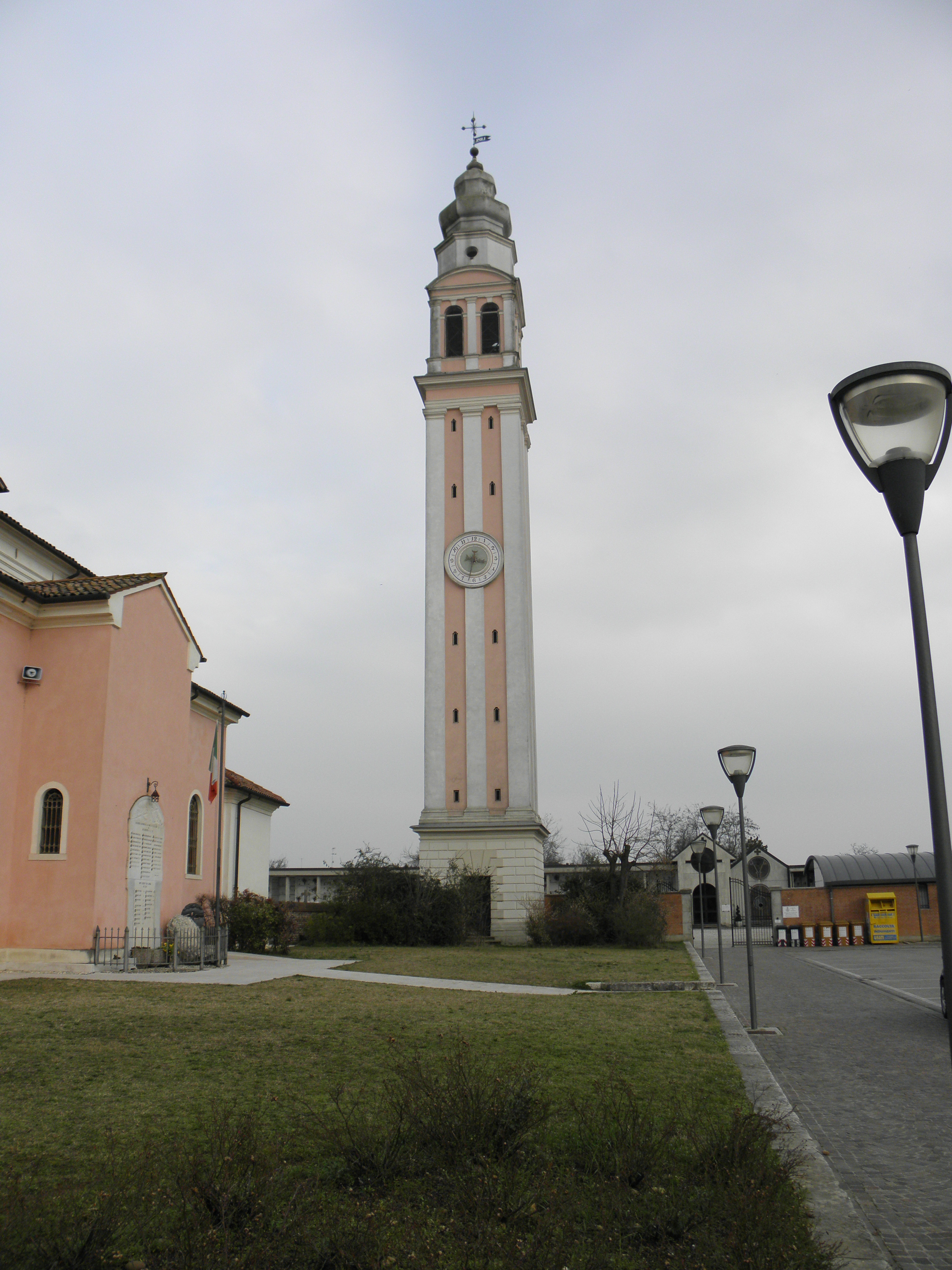
Il campanile.

Il precedente campanile sorgeva sul lato nord della chiesa dove oggi si trova la sacrestia utilizzata come magazzino.
Quello attuale sorge a sud della chiesa, a ridosso del cimitero. Sotto la sua porta d'ingresso vi è un piccolo affresco che un paesano del 1800 (Gaetano Gottardello) emigrante nella città brasiliana di Lapa, di cui una via di Ospedaletto porta il nome, fece fare "per grazia ricevuta", come si legge nello stesso. Nella cella campanaria vi sono quattro campane: un campanello (Sant'Antonio), una campana piccola (Santa Teresa), una media (Sant'Agnese) e una grande (Santa Maria).

### Organo a canne
L'organo della chiesa è collocato sulla cantoria, sopra la porta d'ingresso principale.
È stato commissionato alla ditta Zanin di Codroipo per una somma di 1 200 000 lire dall'allora parroco don Nicodemo Gemin nel 1949 e costruito nel 1950.
L'organo, a trasmissione pneumatico-tubolare, possiede due tastiere da 61 tasti ciascuna e una pedaliera da 32, e conta 14 registri.